# السياسة في المكسيك

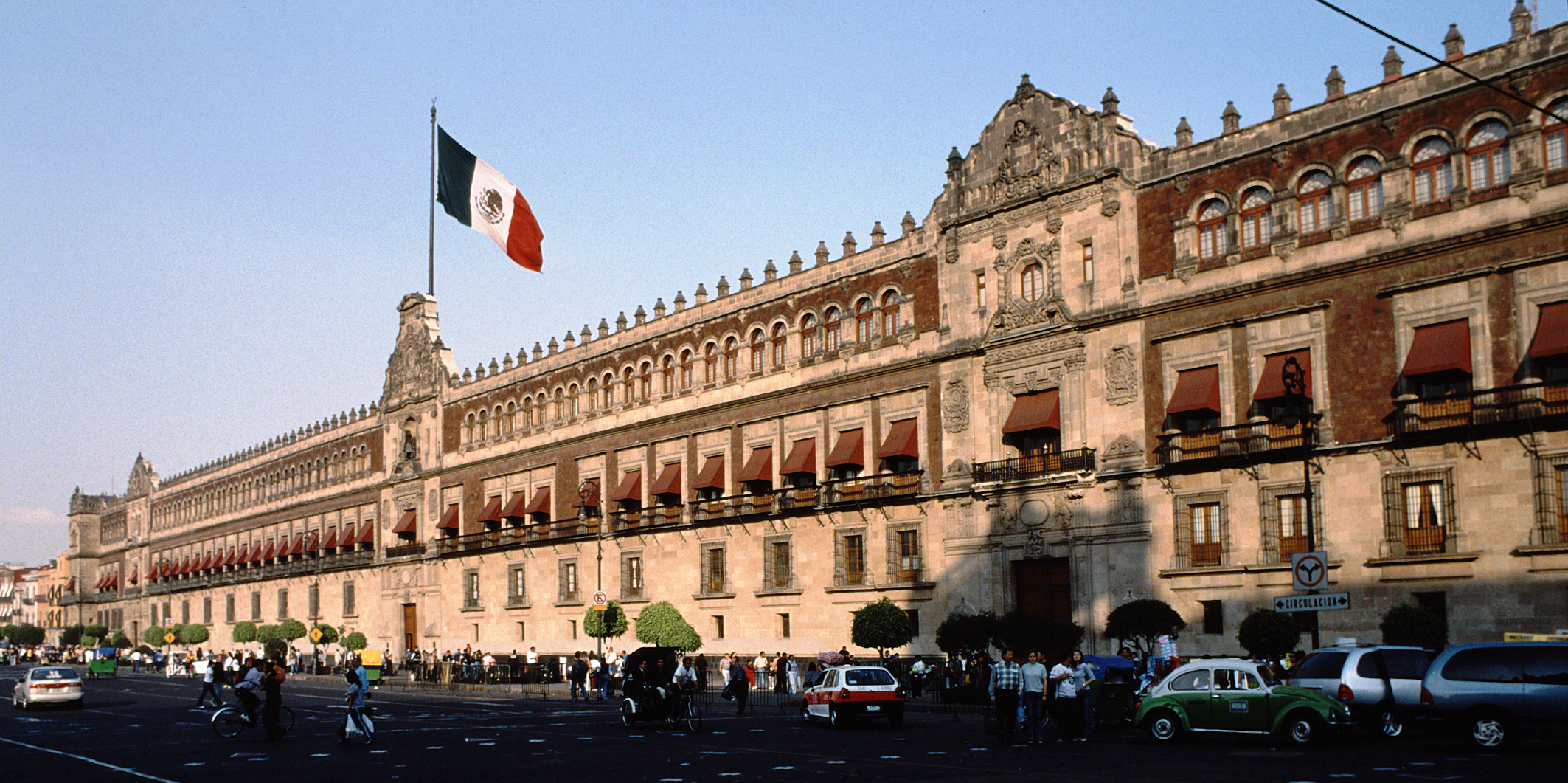

تجري السياسة في المكسيك ضمن إطار جمهورية ديمقراطية تمثيلية رئاسية فدرالية تعتمد حكومتها على نظام للكونغرس يكون فيه رئيس المكسيك هو رئيس الدولة ورئيس الحكومة، وعلى نظام متعدد الأحزاب. تمثِّل الحكومة الفدرالية الولايات المتحدة المكسيكية وهي مقسمة إلى ثلاثة فروع: السلطة التنفيذية والسلطة التشريعية والسلطة القضائية كما حددها الدستور السياسي للولايات المتحدة المكسيكية الذي صدر في عام 1917. يجب أن يكون نظام الحكم في جميع الولايات المكوِّنة للاتحاد جمهوريًا ويستند إلى نظام للكونغرس وفقًا لما تنص عليه دساتيرها.
تمارَس السلطة التنفيذية من قبل الفرع التنفيذي الذي يرأسه الرئيس، وتقدَّم المشورة له من قبل مجلس وزراء مستقل عن المجلس التشريعي. السلطة التشريعية منوطة بكونغرس الاتحاد، وهو هيئة تشريعية مؤلفة من مجلسين هما مجلس الشيوخ ومجلس النواب. تمارَس السلطة القضائية من قبل النظام القضائي، الذي يتألف من محكمة العدل العليا ومجلس القضاء الاتحادي والمحاكم الجماعية والمحاكم الوحدوية والمقاطعات.
تهيمن على السياسة في المكسيك أربعة أحزاب سياسية: الحزب الثوري المؤسساتي (PRI)، وحزب العمل الوطني (PAN)، وحزب الثورة الديمقراطية (PRD)، وحركة التجديد الوطنية (مورينا). تأسس الحزب الثوري المؤسساتي في عام 1929 باسم «الحزب الثوري الوطني»، وسيطر على السياسة في المكسيك لأكثر من 70 عامًا. تأسس حزب العمل الوطني في عام 1939، لكنه لم يفز بأول منصب حاكم له حتى عام 1989؛ فاز مرشحوه بالرئاسة في عامي 2000 و2006. تعود بدايات حزب الثورة الديمقراطية إلى عام 1988 عندما قرر الأعضاء المنشقون عن الحزب الثوري المؤسساتي تحدي القيادة ورشحوا كواوتيموك كارديناس لرئاسة المكسيك. خسر كارديناس في انتخابات شديدة التنافس، ولكن وُلد حزب سياسي جديد وبرز كقوة ثالثة في السياسة المكسيكية، على الرغم من أنه لم يصل إلى الرئاسة مطلقًا. نشأت حركة التجديد الوطنية بسبب نزاع بين أندريس مانويل لوبيس أوبرادور وقادة آخرين من حزب الثورة الديمقراطية بعد خسارته في انتخابات 2012 الرئاسية. حصلت حركة التجديد الوطنية على الاعتراف الرسمي في عام 2014، وسيطرت على انتخابات 2018.
وفقًا لاستطلاع أجرته الجامعة الوطنية المستقلة في المكسيك في عام 2017، يعتقد 74 في المئة من المكسيكيين أن النظام الانتخابي في المكسيك ليس شفافًا ولا يثقون في النتائج الرسمية.

## الأحزاب السياسية
من الناحية الدستورية، يجب على الأحزاب السياسية في المكسيك أن تعزز مشاركة الأفراد في الحياة الديمقراطية للبلاد، وتساهم في تمثيل الأمة والمواطنين، وتكون الوسيلة التي تمّكن المواطنين من المشاركة في المناصب العامة، عبر البرامج والمبادئ والمثل التي تفترضها أيًّا كانت. يجب أن تكون جميع الأحزاب السياسية مسجَّلة لدى المعهد الانتخابي الوطني (INE)، وهي المؤسسة المسؤولة عن تنظيم العمليات الانتخابية الفدرالية ومراقبتها، ويجب أن تحصل على 2% من الأصوات على الأقل في الانتخابات الفدرالية للحفاظ على تسجيلها. تتلقى الأحزاب السياسية المسجلة تمويلًا عامًا لتشغيلها ويمكنها الحصول أيضًا على تمويل خاص ضمن الحدود التي يحددها القانون. اعتبارًا من عام 2010، تسجّلت الأحزاب السياسية التالية لدى المعهد الانتخابي الوطني وجميعها يحظى بممثلين في كونغرس الاتحاد:
- الحزب الثوري المؤسساتي تأسس عام 1929.
- حزب العمل الوطني تأسس عام 1939.
- حزب الثورة الديمقراطي تأسس في عام 1989.
- حزب العمل (PT) تأسس عام 1990.
- حزب البيئة الخضر (PVEM) تأسس عام 1986، لكنه خسر تسجيله في الانتخابات مرتين متتاليتين؛ حافظ على تسجيله منذ عام 1993.
- حركة المواطنين (MC) تأسست في عام 1997.
- التحالف الجديد (PNA) تأسس عام 2005.
- حركة التجديد الوطنية (مورينا) تأسست في عام 2012.

يُسمح للأحزاب السياسية بتشكيل تحالفات أو ائتلافات لترشيح المرشحين لأي نوع من الانتخابات. يجب أن يعرّف الائتلاف نفسه باسم وشعار معينين. توزَّع مقاعد التمثيل النسبي (متعددة التمثيل) على الائتلاف على أساس النسبة المئوية للأصوات التي يحصل عليها في الانتخابات، ثم يعيد الائتلاف توزيعها على الأحزاب السياسية المكوِّنة له. حالما يحصل كل حزب في الائتلاف على مقاعد متعددة التمثيل، ليس بالضرورة أن تستمر الأحزاب في العمل كائتلاف في الحكومة.
طوال القرن العشرين، حظي الحزب الثوري المؤسساتي بسلطة مهيمنة تقريبًا على مستوى الولايات والمستوى الفدرالي، والتي بدأت تتقهقر ببطء في أواخر الثمانينيات من القرن العشرين. رغم ذلك، منذ الأربعينيات من القرن العشرين، فاز حزب العمل الوطني بمقعدين في الكونغرس، وفي عام 1947 فاز برئاسة أول بلدية (في كيروغا، ميتشواكان)، وفي عام 1989، انتُخب لأول مرة حاكم ولاية لا ينتمي للحزب الثوري المؤسساتي (في ولاية باها كاليفورنيا). في عام 1997، خسر الحزب الثوري المؤسساتي أغلبيته المطلقة في كونغرس الاتحاد. في عام 2000 انتُخب لأول مرة رئيس لا ينتمي إلى الحزب الثوري المؤسساتي منذ عام 1929.

## الانتخابات والتكوين السياسي للمؤسسات
حق التصويت هو حقٌّ عام وحرّ وسرّي ومباشر يُمنح لجميع المواطنين المكسيكيين الذين تبلغ أعمارهم 18 عامًا أو أكبر، وهو إلزامي (لكن غير مطبَّق). تُعد بطاقة الهوية الوطنية في المكسيك بمثابة بطاقة تصويت أيضًا، وبذلك يكون جميع المواطنين مسجَّلين تلقائيًا في جميع الانتخابات؛ أي إن الأمر لا يتطلّب تسجيلًا مسبقًا لكل انتخاب. تكون جميع الانتخابات مباشرة؛ أي لا تتشكّل هيئة انتخابية لأي من الانتخابات على المستوى الاتحادي أو مستوى الولاية أو البلدية، إلّا عندما يكون الرئيس الحالي غائبًا تمامًا (إما بسبب الاستقالة أو الإقالة أو الموت)، إذ يشكّل كونغرس الاتحاد نفسه ليكون بمثابة هيئة انتخابية لانتخاب رئيس مؤقت بالأغلبية المطلقة.
من المقرر إجراء انتخابات رئاسية كل ست سنوات، إلا في الحالة الاستثنائية عندما يغيب الرئيس غيابًا تامًا. ومع ذلك، فإن ولاية الرئيس الحالي، أندريس مانويل لوبيس أوبرادور، ستكون مدتها خمس سنوات وعشرة أشهر فقط (1 ديسمبر 2018 - 30 سبتمبر 2024) بسبب التغيير الدستوري. من المقرر إجراء انتخابات تشريعية كل ست سنوات لمجلس الشيوخ، لتجديده بالكامل في الانتخابات التي تجري بالتزامن مع الانتخابات الرئاسية؛ وكل ثلاث سنوات لمجلس النواب. تُجرى الانتخابات عادةً في يوم الأحد الأول من شهر يوليو، لكن وفق القانون الجديد ستُجرى يوم الأحد الأول من شهر يونيو بدلاً من ذلك. يُنتخب حكام الولايات أيضًا كل ست سنوات، باستثناء ولاية باها كاليفورنيا، حيث ينتَخب الحاكم لولاية مدتها سنتان. يتم تجديد المجالس التشريعية للولايات كل ثلاث سنوات. ليس من الضروري أن تتزامن انتخابات الولاية مع الانتخابات الفدرالية. ينظِّم المعهدُ الانتخابي الوطني العام والمستقل ذاتيًا (المعهد الانتخابي الفدرالي سابقًا) الانتخاباتِ الفيدرالية ويشرف عليها، بينما يتم تنظيم انتخابات البلدية والولاية والإشراف عليها من قبل المعاهد الانتخابية التي تشكلها كل ولاية من ولايات الاتحاد. تنظَّم الانتخابات داخل مدينة مكسيكو من قبل معهد انتخابي محلي.
من المفاهيم الراسخة بقوة في الحياة السياسية في المكسيك «عدم إعادة الانتخاب». بدأ تطبيق هذه النظرية بعد أن احتكر بورفيريو دياث الرئاسة لأكثر من 25 عامًا. في الوقت الحالي، يقتصر حكم رؤساء المكسيك على ولاية واحدة مدتها ست سنوات، ولا يُسمح لأي شخص يشغل هذا المنصب -حتى لو كان على أساس تصريف الأعمال- بالحصول عليه مرة أخرى. ولا يُسمح للنواب وأعضاء مجلس الشيوخ بخلافة أنفسهم مباشرة.